# Concurso Nacional de Jóvenes Pianistas Ciudad de Albacete
El Concurso Nacional de Jóvenes Pianistas Ciudad de Albacete es una prestigiosa competición pianística que se celebra anualmente en la ciudad española de Albacete.
En él participan los pianistas más relevantes de España cuya edad no supera los 30 años.
Tiene lugar en noviembre con sede en el Auditorio de Albacete. Es organizado por Juventudes Musicales de Albacete.
Se celebra de manera ininterrumpida desde 1981. Su primer premio, denominado Ciudad de Albacete, está dotado con una beca de 3.000 euros y una gira de conciertos organizada por la Secretaría Nacional de Juventudes Musicales de España.